# Kenneth Appel
Kenneth Ira Appel (8. října 1932, Brooklyn, New York, USA – 19. dubna 2013) byl americký matematik, který v roce 1976 společně s Wolfgangem Hakenem dokázal Problém čtyř barev, v té době jeden z nejznámějších otevřených problémů teorie grafů.